# Timple
A timple a Kanári-szigeteken használt húros, pengetős hangszer. Formája kis gitárra emlékeztet, öt húrja van.

## Neve
A timple hangszernév a ’szoprán’, ’diszkant’ jelentésű spanyol tiple szóból származik, a hangszert a 19. században még így nevezték. A tiple Spanyolország, Dél-Amerika különböző vidékein többféle kis méretű, magas hangolású gitárszerű népi hangszer neve.

## Leírása
A hangszer teljes hosszúsága 60 cm körül van, formája a mai gitárokéhoz hasonló, de arányaiban annál hosszúkásabb, karcsúbb. A tetőn kerek, középponti hanglyuk és ragasztott húrláb van. A puhafa tető megóvása érdekében jellemző a keményfa golpeador, azaz „koptató” alkalmazása.
Fogólapja bundozott, a régebbi hangszereknél a tetővel egy síkban van, az újabbaknál a tető síkja fölé emelkedik. A hangolófej lapos vagy vályús, öt hangolókulcs vagy húrgép található rajta.
A test a gitárhoz hasonlóan hajlított kávás felépítésű, de a hát erősen domború, két ívelt darabja gerincszerű élben fut össze. Anyaga keményfa.
Eredetileg bélhúrokkal, manapság nejlonhúrokkal van felszerelve. Öt húrjának hangolása g'–c"–e'–a'–d". A húrok végigpengetésekor nem egyre magasabb hangok követik egymást, hanem egy helyen lefelé ugrik. Ezt rentrant hangolásnak nevezik, többek között a barokk gitár jellemzője.

## Története
A hangszerre vonatkoztatható első írásos adat 1792-ből származik, amely a Kanári-szigetekkel kapcsolatban egy bizonyos tiplillo nevű instrumentumot említ. A 19. század közepétől a tiple hangszernév egyre többször fordul elő. A camellito, camellillo hangszernevek is gyakoriak, ezek a timple erősen púpos hátára utalnak (camello = teve).
A timple minden bizonnyal európai eredetű, közeli hangszertani rokonságot mutat a reneszánsz kori vihuelával és a barokk gitárral. Szerte a világban léteznek a timplével rokon kis gitárszerű hangszerek, például a spanyol guitarro, a bolíviai charango, a mexikói vihuela, a portugál–brazil cavaquinho vagy akár a hawaii ukulele. A timple mintájául szolgáló hangszereket a Kanári-szigetekre érkező, vagy Dél-Amerika irányába, irányából átutazó spanyolok hozhatták magukkal.